# James Spithill
James Spithill (Sydney, 28 giugno 1979) è un velista australiano. Nel corso della sua carriera, ha vinto due America's Cup (2010 e 2013) con BMW Oracle Racing e una Prada Cup (2021) con Luna Rossa. È considerato uno dei maggiori esperti di match-race a livello internazionale.

## Biografia
Talento precoce, dopo aver vinto alcuni titoli juniores di match race, nel 1998 arriva terzo alla Sydney-Hobart e vince in seguito la Kenwood Cup. Da qui comincia una lunga serie di successi: la Pedrini Cento Cup (2000 e 2003), il BluRimini Match Race (2001 e 2004), il Trofeo Trombini (2002, 2004 e 2007, portandoselo definitivamente a casa essendo stato il primo ad aggiudicarsi per tre volte il Challenge) e la prestigiosa Nation's Cup (2003 e 2004), arrivando anche secondo nel 2003 al mondiale di match race.
James Spithill ha preso parte a otto edizioni di America's Cup: nel 2000 con Young Australia, diventando il più giovane timoniere della storia dell'America's Cup, nel 2003 con OneWorld e nel 2007 con il team Luna Rossa Challenge di cui è diventato il timoniere titolare (sostituendo Francesco De Angelis, che è rimasto comunque nell'equipaggio con il ruolo di skipper) e con la quale ha raggiunto la finale della Louis Vuitton Cup 2007, persa però contro Team New Zealand con un secco 5 a 0. Dopo l'abbandono, poi rientrato, del team italiano dalla manifestazione, è stato ingaggiato come secondo timoniere di BMW Oracle, alle spalle dell'olimpionico Russell Coutts.
Nel 2010 partecipa da timoniere alla sua 4ª America's Cup, vincendola con la sua Bmw Oracle Racing.
Nel 2013 ha vinto la America's Cup al timone di BMW Oracle, compiendo la più grande rimonta della storia della Coppa, passando da 8-1 a 8-9 nelle finali di San Francisco contro team New Zealand.
Nel 2017 ha perso la America's Cup con un secco 7-1 da parte del team New Zealand.
Tre anni dopo, torna in Luna Rossa come timoniere (ruolo condiviso con Francesco Bruni), vincendo nel febbraio 2021 la Prada Cup (battendo per 7-1 i britannici di Ineos Team UK Britannia), acquisendo così il diritto a sfidare per la Coppa America i detentori di New Zealand, che vinceranno poi 7-3.
Spithill è attualmente decimo nella classifica ISAF World Match Race.

## Palmarès
- 2010: America's Cup
- 2013: America's Cup
- 2021: Prada Cup

## Pubblicazioni
- Jimmy Spithill con Rob Mundle, 50 Nodi. Inseguendo la Coppa America, TEA, 2019